# Great Shunner Fell
Great Shunner Fell ist mit 716 m Höhe der dritthöchste Berg in den Yorkshire Dales (England).

## Beschreibung
Great Shunner Fell gehört topographisch zum Tal Wensleydale und ist dessen höchster Punkt. Zugleich bildet er die westliche Begrenzung des nördlichen Nachbartales Swaledale. 
Am Nordhang des Berges entspringt Great Sleddale Beck, einer der beiden Quellflüsse des River Swale. Die Südseite entwässert zum River Ure, der Wensleydale durchfließt. Östlich des Berges verbindet eine Straße über den Buttertubs-Pass die beiden Täler. 
Great Shunner Fell besteht hauptsächlich aus Kalkstein. Im oberen Teil sind auch Klippen aus millstone grit, einer Sandsteinart, zu finden.
Der Namensbestandteil Fell bedeutet in Nordengland „Berg“ (mit dem skandinavischen fjäll verwandt).

## Tourismus

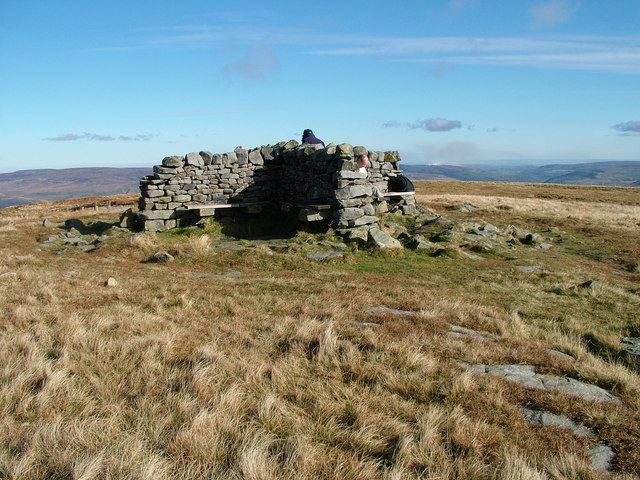
Windschutz am Gipfel

Über den Gipfel verläuft der Pennine Way, er erreicht dort seinen höchsten Punkt südlich des Cross-Fell-Massivs. Um die Hochmoorflächen vor Erosion durch den Wanderverkehr zu schützen, wurde die Route über den Berg 1996 mit Natursteinplatten befestigt.
Auf dem Gipfel befindet sich ein kreuzförmiger, nicht überdachter Windschutz aus Trockenmauerwerk mit Sitzgelegenheit. Ein hier angelegter Vermessungspunkt, als aufgemauerte Säule ausgeführt, wurde dabei ins Mauerwerk integriert. Bei klarem Wetter reicht der Blick nach Wensleydale (südlich), Ribblesdale (südwestlich) und Swaledale (östlich), darüber hinaus bis nach Cumbria (westlich) und Durham (nordöstlich).

## Botanik
Great Shunner Fell ist der südlichste bekannte Lebensraum des Moor-Steinbrech in Großbritannien.